# Aufgspuit!
aufgspuit! war eine musikalische Fernsehsendung, die von 2006 bis 2016 im Bayerischen Fernsehen zweimal im Jahr ausgestrahlt wurde. Insgesamt entstanden 21 Episoden.
Moderiert wurde die Sendung von Werner Schmidbauer, der sich in jeder Folge einen anderen Gast einlud. Immer mit dabei war auch Martin Kälberer, der Schmidbauer und seine Gäste zumeist am Klavier, aber auch mit anderen Instrumenten begleitete. Produziert wurde die Sendung im Münchner Lustspielhaus.

## Gäste
- 2006: Haindling
- 2007: Spider Murphy Gang
- 2007: Willy Astor
- 2008: Wolfgang Ambros
- 2008: Konstantin Wecker
- 2009: Klaus Eberhartinger
- 2009: Wolfgang Niedecken
- 2010: Rainhard Fendrich
- 2010: Pippo Pollina
- 2011: Peter Cornelius
- 2011: Willy Astor
- 2012: Claudia Koreck
- 2012: Stefan Dettl
- 2013: Christoph Well
- 2013: Wolfgang Buck
- 2014: Georg Ringsgwandl
- 2014: Herbert & Schnipsi
- 2015: Sebastian Horn
- 2015: Lisa Fitz
- 2016: Peter Maffay
- 2016: Wally Warning